# Langstaartgors
De langstaartgors (Embernagra longicauda) is een soort van vogels uit de familie Thraupidae (tangaren).

## Verspreiding en leefgebied
Hij komt alleen voor in Brazilië. Ze leven in scrubland of op de droge savanne. Dit gebied werd in de 19de eeuw sterk aangetast door mijnbouwactiviteiten.

## Status
Anno 2008 vormt de omzetting van savanne naar begrazingsgebied voor vleesvee de grootste bedreiging. Anderzijds liggen er nieuwe kansen voor uitbreiding in zuidelijker gelegen gebieden waar bossen gekapt worden en mogelijk leefgebied voor deze gors ontstaat. De vogel staat als "gevoelig" op de Rode Lijst van de IUCN.